# منتخب مالي لكأس ديفيز
منتخب مالي لكأس ديفيز هو ممثل مالي الرسمي في كرة المضرب في كأس ديفيز.